# Kopblad
Een kopblad is een aparte editie van een krant die onder een eigen naam verschijnt. Doorgaans betreft het een regionale editie van een landelijke krant. De inhoud van de beide kranten is voor een groot deel hetzelfde, maar het kopblad heeft een aantal pagina's die door een eigen regionale redactie worden samengesteld en vaak ook eigen advertentiepagina's. Voorbeelden zijn de regionale edities van het Algemeen Dagblad, zoals AD Haagsche Courant, AD Rotterdams Dagblad en AD Utrechts Nieuwsblad.
Tussen 1923 en 1998 (met uitzondering van de periode vlak na de Tweede Wereldoorlog) verscheen in Amsterdam De Courant/Nieuws van de Dag als goedkoper kopblad van De Telegraaf. Het Nieuws van de Dag gaf het nieuws van De Telegraaf in verkorte vorm, aangevuld met specifiek Amsterdams nieuws. Een bijzonderheid was dat in Amsterdam een abonnement op De Telegraaf zelf ook mogelijk was, zodat de krant en haar kopblad met elkaar concurreerden.
In België is De Gentenaar een kopblad van Het Nieuwsblad en De Nieuwe Gazet een kopblad van Het Laatste Nieuws.